# Volo China Airlines 642
Il volo China Airlines 642 è stato un volo passeggeri di linea internazionale operato da China Airlines tra l'aeroporto Internazionale di Bangkok-Don Mueang, Bangkok, Thailandia e l'aeroporto di Taipei-Taoyuan, Taoyuan, Taiwan, con uno scalo all'aeroporto Internazionale di Hong Kong, Hong Kong. Il 22 agosto 1999 il McDonnell Douglas MD-11 utilizzato per il volo, ancora con livrea della Mandarin Airlines, durante l'atterraggio ad Hong Kong mentre era in atto un tifone, toccò violentemente il suolo, si ribaltò e prese fuoco. Delle 315 persone a bordo, 312 sopravvissero e tre persero la vita.
Fu il primo incidente mortale avvenuto nel nuovo aeroporto internazionale di Hong Kong da quando venne inaugurato nel luglio dell'anno precedente.
Il volo 642 fu una delle sole due perdite di MD-11 con configurazione passeggeri; l'altro fu il volo Swissair 111, che si schiantò nel 1998 provocando 229 vittime. Tutte le altre perdite di aerei MD-11 si verificarono in configurazione cargo.

## L'aereo
L'aereo era un McDonnell Douglas MD-11, numero di registrazione B-150, che era stato consegnato alla China Airlines nell'ottobre 1992. L'aereo era spinto da tre motori turbofan Pratt & Whitney PW4460. L'aereo fu oggetto di un precedente incidente il 7 dicembre 1992 quando una moderata turbolenza provocò dei danni ai piani orizzontali dell'aeromobile, alcuni dei quali si staccarono. Nel luglio del 1993 la China Airlines affidò il B-150 alla controllata Mandarin Airlines. Fu poi restituito (ancora nella livrea Mandarin Airlines) nel marzo 1999.
Il capitano era Gerardo Lettich, 57 anni, cittadino italiano entrato in China Airlines nel 1997 e che in precedenza aveva volato per una delle principali compagnie aeree europee. Aveva 17 900 ore di volo di cui 3 260 ore sull'MD-11. Il primo ufficiale era Liu Cheng-hsi, 36 anni, un cittadino taiwanese che lavorava con la compagnia aerea dal 1989 e aveva accumulato 4 630 ore di volo di cui 2 780 sull'MD-11.

## L'incidente
Verso le 18:43 ora locale (10:43 UTC) del 22 agosto 1999, l'MD-11 stava effettuando il suo avvicinamento finale alla pista 25L quando la tempesta tropicale "Sam" si trovava a 50 chilometri a Nord-Est dell'aeroporto. Ad un'altitudine di 700 piedi (210 m) prima dell'atterraggio venne segnalato all'equipaggio un ulteriore aggiornamento dei dati del vento: 320 gradi/28 nodi (52 km/h) con raffiche fino a 36 nodi (67 km/h), equivalente ad un vento al traverso di 26 nodi (48 km/h) con raffiche fino a 33 nodi (61 km/h), mentre il limite testato per l'aereo era di 35 nodi (65 km/h).
Durante la richiamata finale per l'atterraggio, l'aereo rotolò a destra, atterrò violentemente sul carrello principale destro e il motore n. 3 toccò la pista. L'ala destra si staccò dalla fusoliera. L'aereo continuò a ribaltarsi e scivolò fuori pista in fiamme. Si fermò su un'area erbosa vicino alla pista, a 3 500 piedi dalla soglia della pista sul dorso e con la parte posteriore in fiamme. L'ala destra venne trovata su una taxiway ad 85 m dal muso dell'aereo. L'incendio causò danni significativi alla sezione posteriore dell'aereo anche se la forte pioggia e la rapida risposta delle squadre di soccorso dell'aeroporto spensero immediatamente le fiamme.
I mezzi di soccorso arrivarono rapidamente sul posto e domarono l'incendio sull'aereo e nelle sue vicinanze, consentendo il salvataggio dei passeggeri e dell'equipaggio in condizioni molto difficili. Due passeggeri estratti dai rottami furono certificati morti all'arrivo in ospedale e un passeggero morì in ospedale cinque giorni dopo. Un totale di 219 persone, compresi i membri dell'equipaggio, furono ricoverate in ospedale, di cui 50 riportarono gravi ferite e 153 solo ferite lievi.

## Le indagini
Il rapporto finale dell'incidente attribuiva responsabilità principalmente all'errore del pilota, in particolare all'incapacità di arrestare l'elevata velocità di discesa a 50 piedi (15 m) di altitudine sul radioaltimetro. La velocità di discesa al momento dell'atterraggio era di 5,5–6,1 m/s (18–20 piedi al secondo).
I dati di volo archiviati nella memoria volatile del Quick Access Recorder (QAR) dell'aereo durante gli ultimi 500 piedi (150 m) dell'avvicinamento non furono recuperati a causa dell'interruzione dell'alimentazione elettrica al momento dell'impatto. Probabili variazioni del vento e la perdita della componente del vento contrario, insieme al rallentamento precoce delle leve di spinta, portarono ad una perdita di 20 nodi (37 km/h) nella Velocità indicata appena prima dell'atterraggio.
A causa delle avverse condizioni meteorologiche previste per Hong Kong, l'equipaggio di volo si era preparato a dirottare il volo su Taipei se la situazione a Hong Kong fosse stata ritenuta inadatta all'atterraggio. Per questa possibilità fu caricato carburante extra, portando il peso all'atterraggio dell'aero a 429 557 libbre (194844 kg), cioè il 99,897% del suo peso massimo all'atterraggio di 430 000 libbre (200000 kg). Sulla base del controllo iniziale del tempo e del vento trasmesso durante il volo, l'equipaggio ritenne di poter atterrare e decise di non dirottare il volo su Taipei. Tuttavia, quattro voli precedenti avevano effettuato un mancato avvicinamento a Hong Kong e cinque erano stati dirottati.
Durante l'avvicinamento finale, l'aereo scese lungo il sentiero di discesa del sistema di atterraggio strumentale (ILS) fino a quando a circa 700 piedi (210 m), l'equipaggio acquisì visivamente la pista. Venne disattivato il pilota automatico, ma l'equipaggio lasciò l'automanetta inserita. Durante la discesa la velocità non fu arrestata e l'aereo atterrò con l'ala destra leggermente più in basso. Il carrello di atterraggio destro toccò per primo, il motore destro colpì la pista e l'ala destra si staccò dalla fusoliera. Poiché l'ala sinistra era ancora attaccata questa fece rotolare la fusoliera sul lato destro che si fermò capovolto sulla striscia erbosa vicino alla pista e il carburante fuoriuscito prese fuoco.
Furono forniti diversi suggerimenti alla China Airlines riguardo a questo incidente e alla formazione dei loro dipendenti. Tuttavia, la China Airlines contestò i risultati del rapporto sulle azioni degli equipaggi di volo, citando le condizioni meteorologiche al momento dell'incidente e affermando che l'aereo entrò in un microburst appena prima dell'atterraggio, provocandone lo schianto.

## Conseguenze
Dal 2016 la rotta non ha più origine da Bangkok ed è stata limitata alla sola tratta Hong Kong-Taipei. Il servizio Bangkok-Hong Kong invece venne interrotto il 31 ottobre 2010. L'Airbus A330-300 è l'aereo utilizzato per entrambe le tratte.

## Media
L'atterraggio e lo schianto del volo 642 sono ripresi dagli occupanti di un'auto nelle vicinanze dell'aeroporto e il video, che ha catturato anche le reazioni dei testimoni, è stato caricato su siti web come YouTube e Airdisaster.com.
Inoltre venne fatta circolare una foto che mostrava un altro MD-11 della Mandarin Airlines in rullaggio accanto ai resti del volo 642. L'incidente è stato menzionato nell'episodio 7 della prima stagione di Megacostruzioni, anche se molti dettagli nell'episodio risultarono errati.